# Batalha do Castelo de Gifu

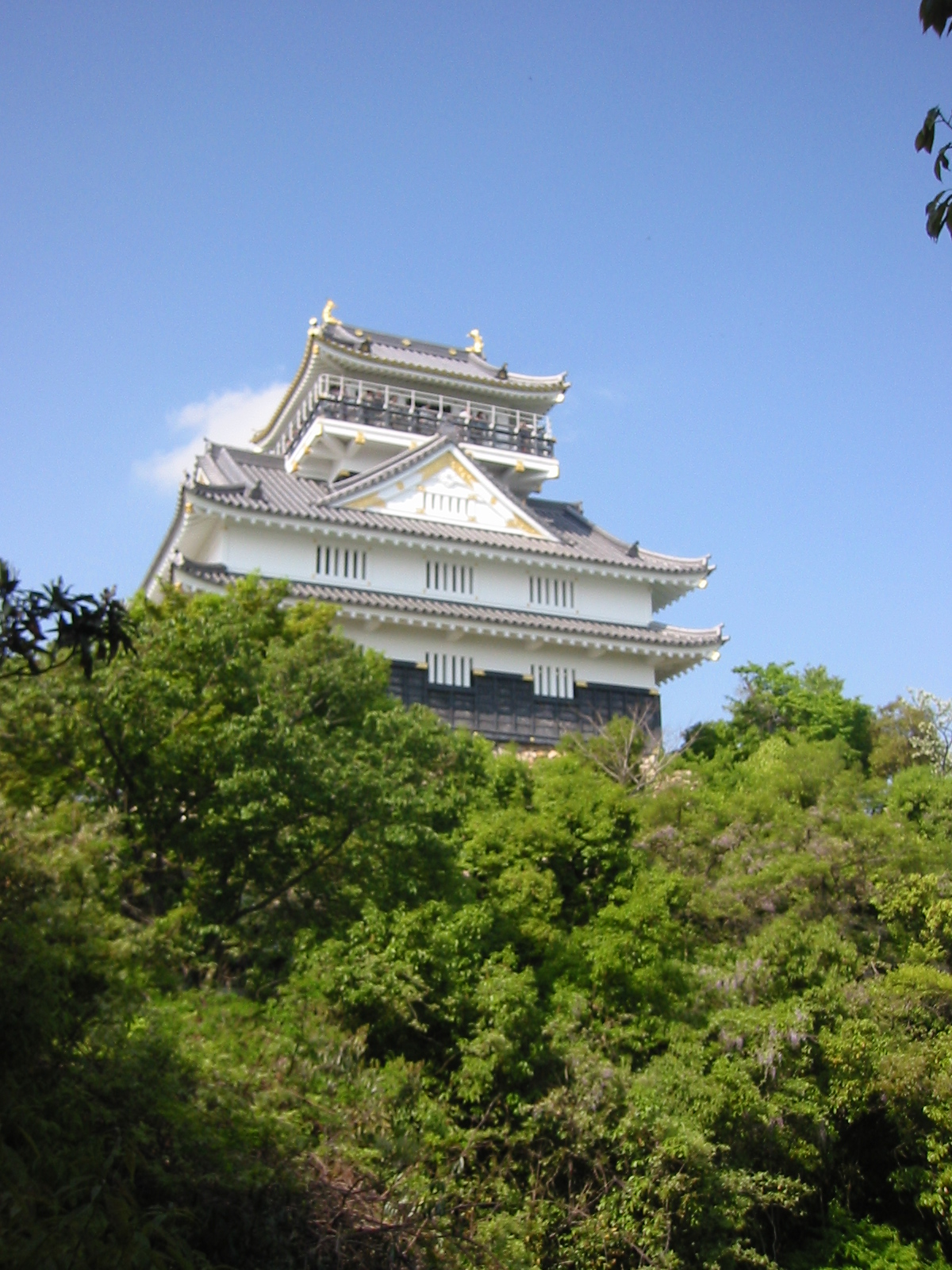
Batalha do Castelo de Gifu

A Batalha do Castelo de Gifu (岐阜城の戦い, Gifu-jō no Tatakai) foi uma batalha em 23 agosto de 1600 que levou à destruição do Castelo de Gifu em Gifu, Província de Mino (atual Prefeitura de Gifu), Japão. A batalha serviu de prelúdio para a Batalha de Sekigahara no mês seguinte. Ele colocou Oda Hidenobu das forças ocidentais de Ishida Mitsunari contra Ikeda Terumasa, Ikeda Sen e Fukushima Masanori das forças orientais e leais a Tokugawa Ieyasu. O castelo foi destruído como resultado da batalha.

## História do Castelo
O castelo de Gifu está localizado no Parque Gifu, na cidade de Gifu, no topo do Monte Kinki, com 300 metros de altura, e era formalmente conhecido como Castelo de Inabayama. Este castelo foi construído anteriormente no século XIII. Durante o ano (1494-1556) Saito Dosan, que era um aventureiro implacável viveu no Castelo de Gifu. Então, em 1567, um senhor da guerra chamado Oda Nobunaga conquistou o castelo do neto de Saito, Saito Tatsuoki. O clã Oda permaneceu no castelo antes da batalha em 1600.

## Batalha
Na noite de 22 de agosto, as forças orientais combinadas continuaram sua perseguição a Hidenobu. Para fortalecer suas próprias forças, Hidenobu enviou pedidos de ajuda aos castelos próximos de Ōgaki e Inuyama. Enquanto esperava a chegada das forças, Hidenobu permaneceu no Castelo de Gifu pensando que eles seriam capazes de prender as forças opostas entre seu castelo e as forças de apoio de Ōgaki e Inuyama. O clã Toyotomi também enviou algumas forças ao Castelo de Gifu para ajudar na defesa.
Embora Hidenobu pensasse que o Castelo Gifu poderia resistir a qualquer ataque, ele ainda colocou forças nas passagens nas montanhas ao redor do castelo, protegendo cada rota para ele. Hidenobu e seu irmão Oda Hidenori (織田秀則) foram encarregados dos homens no Castelo de Gifu, com Tsuda Tōsaburō (津田藤三郎), Kozukuri Tomoyasu (木造具康) e Dodo Tsunaie no comando dos homens restantes, novamente dividindo e enfraquecendo as forças de Hidenobu.
Ao amanhecer de 23 de agosto, as forças orientais receberam um aviso sobre o acúmulo de forças dos castelos de Ōgaki e Inuyama. Para se preparar para a batalha, colocando as forças de Yamauchi Kazutoyo, Arima Toyōji (有馬豊氏), Togawa Tatsuyasu (戸川達安) e Horio Tadauji em aldeias a sudeste do Castelo de Gifu e as forças de Tanaka Yoshimasa (田中吉政), Tōdō Takatora e Kuroda Nagamasa a sudoeste.
No final da manhã, as forças de Hidenobu começaram a se mover em direção a Zuiryū-ji, onde encontraram Asano Yoshinaga e a luta começou. Enquanto Ii Naomasa lutava por outras montanhas a caminho do Castelo de Gifu, Masanori se juntou a ele e jogou todas as suas forças na batalha, cercando completamente o castelo.
Durante a batalha, nenhuma força de apoio do Castelo de Inuyama chegou. O senhor do castelo, Ishikawa Sadakiyo (石川貞清), permaneceu em seu castelo com outros líderes depois que ele fez um acordo com Naomasa para não entrar na batalha. O Castelo de Ōgaki enviou forças de apoio; no entanto, eles chegaram tarde demais para ajudar na batalha.
Em 29 de setembro, todo o Castelo de Gifu, exceto o donjon, caiu nas mãos das forças orientais. Hidenobu continuou lutando até o fim, mas seu exército foi reduzido a apenas dezenas de homens. Hidenobu estava preparado para lutar até a morte, mas foi convencido a se render às forças orientais. No final, o Castelo de Gifu caiu em apenas um dia.

## Resultado
Hidenobu continuou lutando em apoio a Hideyori; no entanto, depois que as forças de Hideyori perderam a Batalha de Sekigahara no mês seguinte, Hidenobu mudou-se para o Monte Kōya e se tornou um monge. Ele morreu lá cinco anos depois.